# NGC 4774
NGC 4774 је прстенаста галаксија у сазвежђу Ловачки пси која се налази на NGC листи објеката дубоког неба.
Деклинација објекта је + 36° 49' 8" а ректасцензија 12h 53m 6,6s. Привидна величина (магнитуда) објекта NGC 4774 износи 14,3 а фотографска магнитуда 15,0. NGC 4774 је још познат и под ознакама MCG 6-28-37, CGCG 188-26, ARAK 392, IRAS 12507+3705, KUG 1250+370, 1ZW 45, VV 789, Kidney Bean galaxy, PGC 43759.